# Остроумов, Сергей Сергеевич
Серге́й Серге́евич Остроу́мов (5 января 1909, Москва — 19 марта 1979, Москва) — советский юрист, доктор юридических наук, профессор; Заслуженный деятель науки РСФСР.

## Биография

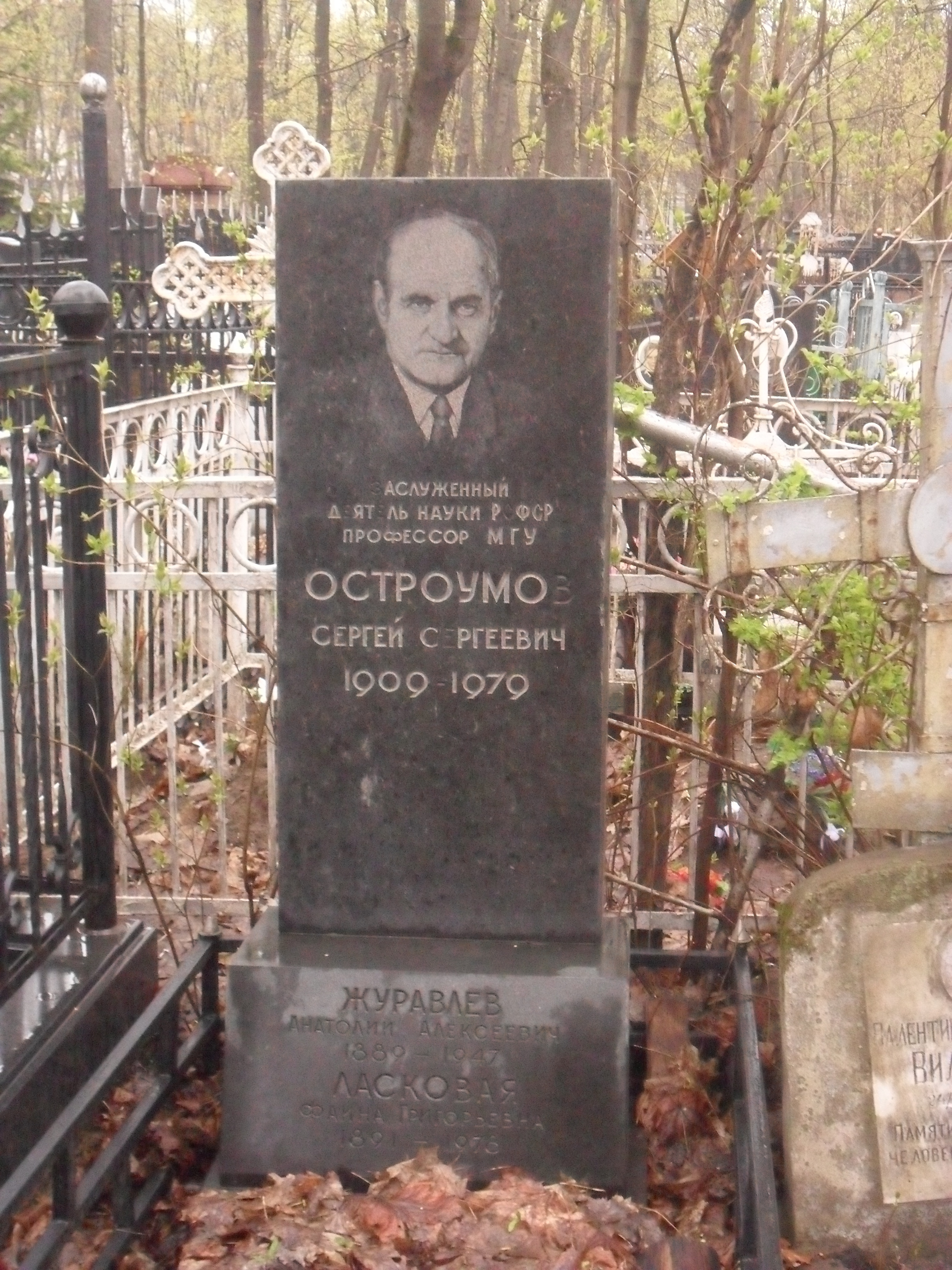
Могила Остроумова на Ваганьковском кладбище.

В 1930 году окончил Московский институт потребительской кооперации им. Е. И. Любимова, получив квалификацию «экономист по товарообороту хлебных продуктов». Затем работал начальником планового отдела, старшим экономистом, главным бухгалтером, одновременно занимался научной и педагогической деятельностью (преподавал статистику и бухгалтерский учёт).
В 1942 году защитил кандидатскую диссертацию на тему «Положение инвалидов за границей и в СССР». С 1944 года преподавал теоретическую статистику в Московском юридическом институте. С 1954 года — доцент, затем профессор кафедры уголовного процесса в Московском государственном университете им. М. В. Ломоносова; читал курсы «Судебная бухгалтерия», «Судебная статистика». В 1961 году защитил докторскую диссертацию на тему «Преступность и её причины в дореволюционной России».
В 1964 году им впервые экспериментально прочитан учебный курс «Криминология» на вечернем отделении.
Входил в состав Экспертной комиссии ВАК по юридическим наукам, Методического совета Прокуратуры СССР.
Умер в 1979 году. Похоронен на Ваганьковском кладбище (23 уч.).

## Научная
Автор более 200 работ. Подготовил значительное число учеников, многие из которых стали выдающимися учёными в области криминологии, уголовного процесса, судебной статистики и т. п.
Один из основоположников теории советской судебной статистики; исследовал причины преступности в дореволюционной России; обосновал предмет и систему науки советской судебной статистики, её метод и конкретные статистические методики, используемые в процессе сбора и систематизации статистической информации о лицах, привлекаемых к уголовной ответственности.
Труды С. С. Остроумова переводились на иностранные языки и публиковались за рубежом.

### Избранные труды
- Бобков В. В., Остроумов С. С. Балансовый оперативный и статистический учёт. — М.: Коиз, 1933. — 195 с. — 4060 экз.
- Кудрявцева Н. В., Остроумов С. С., Танасевич В. Г., Фортинский С. П. Судебная бухгалтерия : Учебник для юрид. ин-тов и фак. — М.: Юрид. лит., 1975. — 343 с. — 30 000 экз.
- Остроумов С. С. Лекции по основам бухгалтерского учёта : Для студентов ВЮЗИ. — 2-е изд., перераб. и доп. — М., 1952. — 152 с. — 6000 экз.
- Остроумов С. С. Общая теория статистики. — М.: Центр. тип. им. Ворошилова, 1949. — 106 с. — 500 экз.
- Остроумов С. С. Очерки по истории уголовной статистики дореволюционной России. — М., 1961. — 303 с. — 1000 экз.
- Остроумов С. С. Преступность и её причины в дореволюционной России. — М.: Изд-во МГУ, 1960. — 338 с. — 2500 экз. || . — М.: Изд-во МГУ, 1980. — 204 с. — 3880 экз.
- Остроумов С. С. Советская судебная статистика : Часть общая и специальная : Учебник для юрид. вузов. — М.: Госюриздат, 1952. — 287 с. — 15 000 экз.
  - . — 2-е изд., перераб. и доп. — М.: Госюриздат, 1954. — 296 с. — 20 000 экз.
  - . — 3-е изд., перераб. и доп. — М.: Изд-во МГУ, 1962. — 341 с. — 14 000 экз.
  - . — 4-е изд. — М.: Изд-во МГУ, 1970. — 319 с. — 25 000 экз.
  - . — Изд. доп. и перераб. — М.: Изд-во МГУ, 1976. — 415 с. — 25 000 экз.
- Остроумов С. С. Судебная статистика : Часть общая : Учебник для юрид. ин-тов и юрид. фак. ун-тов. — М.: Юргиз, 1949. — 240 с. — 25 000 экз.
- Остроумов С. С., Фортинский С. П. Основы бухгалтерского учёта и судебно-бухгалтерской экспертизы : Учеб. пособие для студентов ВЮЗИ. — М., 1955. — 204 с. — 5500 экз.
  - Id. : Учеб. пособие для юрид. ин-тов и юрид. фак. гос. ун-тов. — М.: Госфиниздат, 1953. — 228 с. — 10 000 экз.
  - Остроумов С. С., Голубятников С. П., Кудрявцева Н. В. Основы бухгалтерского учёта и судебно-бухгалтерской экспертизы : Учеб. пособие для практ. занятий. — М.: Изд-во МГУ, 1972. — 268 с. — 1550 экз.
- Остроумов С. С., Фортинский С. П. Основы бухгалтерского учёта и судебно-бухгалтерской экспертизы : Учебник для юрид. ин-тов и фак. — М.: Изд-во МГУ, 1964. — 291 с. — 14 000 экз. || . — 2-е изд., испр. и доп. — М.: Юрид. лит., 1969. — 295 с. — 30 000 экз.
- Остроумов С. С., Фортинский С. П. Судебно-бухгалтерская экспертиза  в советском уголовном процессе. — М.: Гоюриздат, 1956. — 208 с. — 15 000 экз.
- Остроумов С. С., Яковлева З. Г., Кондрашков Н. Н. и др. Правовая статистика : Учеб. для сред. спец. учеб. заведений. — М.: Юрид. лит., 1986. — 158 с. — 15 000 экз.

## Награды
- медаль «За оборону Москвы»
- медаль «За добросовестный труд»
- Заслуженный деятель науки РСФСР.